# Riccardia pusilla
Riccardia pusilla là một loài rêu trong họ Aneuraceae. Loài này được Grolle mô tả khoa học đầu tiên năm 1966.